# Selim Teber
Selim Teber (Frankenthal, 7 marzo 1981) è un ex calciatore tedesco di origini turche, di ruolo centrocampista.

## Caratteristiche tecniche
È un centrocampista prevalentemente utilizzato come esterno.

## Carriera

### Club
La sua carriera professionistica inizia nel 1999 nel Waldhof Mannheim. Nel 2002 approda al Kaiserslautern e l'anno seguente viene acquistato dalla squadra turca del Denizlispor.
Il club tedesco Hoffenheim si assicura le prestazioni del giocatore a partire dalla stagione 2006-2007. Nella prima stagione la squadra sale in Zweite Liga, mentre nella stagione successiva centra la prima storica promozione in Bundesliga. Realizza la sua prima rete in campionato il 14 dicembre 2008, regalando ai suoi il pareggio e il titolo storico di campioni d'inverno.
Nell'aprile del 2009 il giocatore ha annunciato la sua intenzione di lasciare la società, con la quale rescinderà il contratto a luglio per accasarsi poi al Kayserispor.